# دارين كامبيون
دارين كامبيون (بالإنجليزية: Darren Campion)‏ هو لاعب كرة قدم بريطاني، ولد في 17 أكتوبر 1987 في برمنغهام في المملكة المتحدة. لعب مع نادي كارلايل يونايتد ونادي ووركينغتون ونادي ووستر سيتي.

## وصلات خارجية
- دارين كامبيون على موقع قاعدة بيانات كرة القدم.إي يو (الإنجليزية)
- دارين كامبيون على موقع Soccerbase.com (لاعب) (الإنجليزية)